# Гетап (Вайоцдзорская область)
Гета́п (арм. Գետափ) — село в Вайоцдзорской области Республики Армении. 
Гетап находится рядом с административным центром Вайоцдзорской области городом Ехегнадзор на перекрёстке дорог, ведущих в Ереван, Горис и Мартуни. В селе есть винодельческое предприятие. В селе находится церковь Агли Ванк и остатки средневекового моста через реку Ехегис.